# Amorcito corazón
 (срп. Сродне душе) мексичка је теленовела, продукцијске куће Телевиса, снимана током 2011. и 2012.

## Синопсис
Исабел је млада жена, архитекта по професији, која је обележена од свог 18. рођендана – њеног тадашњег дечка Рубена напада разјарени бик и то оставља неизбрисиве последице на њему. Младићева мајка проклиње осамнаестогодишњакињу, говорећи да никада неће спознати праву љубав. Ова клетва
пратиће девојку кроз живот, док не упозна Фернанда, који ће јој вратити веру у љубав.
Са друге стране, ту је Зое која је ”срећно” удата за Алвара и чији се брак руши када открије да је супруг вара ни мање са мушкарцем. Сломљена од бола, она планира да се убије скоком са моста, али спасава је Сесилио, који се заљубљује у њу…
И најзад, ту је Лусија, млада искушеница, која ће се наћи растрзана између љубави према Богу и страсти коју осећа према Вилију, а он све чини да је освоји.
Међутим, ситуација се компликује када Лусија открије да згодни младић ради као жиголо. Три нераздвојне пријатељице мораће да се суоче са многим препрекама и да се попут лавица боре за своју срећу. У потрази за њом откриће да се љубав може схватити на много начина, али да је сродна душа ипак само једна…

## Ликови
- Исабел (Елизабет Алварез) – Страствена и племенита Исабел убеђена је да ће се сваком мушкарцу који јој се приближи догодити нешто лоше. Слепо верује другима и сматра да су сви људи добри, док јој неко не докаже супротно. Не може да опрости оцу што је оставио њену мајку због друге жене. Од момента када се Фернандо досели у њену зграду, њихови животи непрестано се преплићу. Иако га у почетку не подноси, са његовим кћеркама има одличан однос, а временом се безнадежно заљубљује у њега.
- Фернандо (Дијего Оливера) – Тридесетпетогодишњи предузетник, удовац и добар отац. Импулсиван је, помало тврдоглав али племенитог срца. Иако му је супруга умрла пет година раније, и даље је воли и због тога се није упуштао у нову везу. Током пословног путовања у Веракруз, упознаје Дорис са којом има слободну везу, и која га нешто касније тражи са намером да га одведе пред олтар. Када упозна Исабел, његов живот се потпуно мења и он се, не желеци то, заљубљује у њу.
- Лусија (Африка Завала) – Фернандова сестра, једна од Исабелиних најбољих пријатељица. Одлучује да свој живот посвети Богу. Наивна је, симпатична и забавна, али истовремено бунтовна. Вредна је и увек се труди да помогне другима. Проћи це кроз велико искушење када упозна Вилија – мораће да одлучи да ли жели да постане монахиња или да се ипак препусти љубави.
- Вили (Данијел Аренас) – Жиголо који експлоатише своје тело зарађујући на тај начин. На први поглед безосећајно заводи жене, али заправо је веома осећајан. Посвећује много пажње женама са којима је у вези. Ради као тренер у теретани, где отпочиње везу са Бебом. Међутим, како не би изгубио ауто у опклади са пријатељима, мора да натера Лусију да се заљуби у њега. Ипак, управо је он тај који ће се до ушију заљубити у младу искушеницу.
- Зое (Гретел Валдез) – Исабелина најбоља пријатељица. Ужива да буде домаћица и да у свему угађа мужу са којим је у браку пет година. Међутим, живот јој се мења из корена кад открије да њен супруг има љубавника. Након тога одлучује да се непрестано свети мушкарцима. Након сексуалног контакта са Фелипеом, одлуцује да започне везу са њим.
- Мануела (Фабиола Кампоманес) – Сестра близнакиња Фернандове покојне супруге. Лепа је, себична и зла. Има психичких проблема, била је уплетена у несрећу у којој је њена сестра изгубила живот због чега је мајка шаље далеко од куће. Међутим, Мануела је опседнута својим зетом и одлучује да га потражи и учини све да га освоји.
- Алваро (Пјетро Ванучи) – Елегантан и маркантан господин на добром гласу. Савршен муж у очима јавности. Наизглед живи срећно са супругом Зое, али је заправо вара са другим мушкарцем. Иако одаје утисак мушкарца кога би свака жена пожелела, уопште није превише заинтересован за припаднице лепшег пола. Његово неверство оставице неизбрисиве трагове у Зоином, али и његовом животу.
- Фелипе (Алекс Ибара) – Окорели самац, авантуриста који обожава ризик. Женскарош је и веома је духовит, адвокат по професији. Има безусловно поверење у свог пословног партнера Сесилија. Иако читавог живота уверава себе да никада неће волети само једну жену, радикално мења ставове када упозна Зое и веома му је тешко да прихвати да се полако, али сигурно, заљубљује у њу.
- Сесилио (Рикардо Фастлич) – Племенит, искрен и веран пријатељ. Непрестано се жртвује за другове Фернанда и Фелипеа, али и за мајку Еухенију која се стално труди да манипулише њиме. Спасава Зое од самоубиства и заљубљује се у њу. Ипак, то је први и једини пут да ју је видео. Труди се да пружи све женама са којима је у вези, веома је осећајан и увек покушава да да неки добар савет својим пријатељима, који га често не слушају.
- Беба (Маријана Кар) – Жена из високог друштва која се безнадежно заљубљује у жигола Вилија. Удовољава свим његовим хировима не би ли га што дуже задржала уз себе. Међутим, младић раскида са њом јер се заљубљује у Лусију. Беба тада тражи помоћ од своје најбоље пријатељице Ортенсије, несвесна да ће се она претворити у њеног ривала и борца за Вилијеву љубав.

## Глумачка постава

### Главне улоге
| Глумац:          | Улога:                   |
| ---------------- | ------------------------ |
| Елизабет Алварез | Исабел Кордеро Валенсија |
| Африка Завала    | Лусија                   |
| Гретел Валдес    | Зое                      |

### Споредне улоге
| Глумац:                | Улога:                   |
| ---------------------- | ------------------------ |
| Дијего Оливера         | Фернандо Глобо Карвахал  |
| Данијел Аренас         | Вилијам Вили             |
| Фабиола Кампоманес     | Мануела / Софија         |
| Пјетро Ванучи          | Алваро                   |
| Алехандро Ибара        | Фелипе                   |
| Рикардо Фастлич        | Сесилио                  |
| Маријана Кар           | Беба                     |
| Марија Алисија Делгадо | Сусана Суси              |
| Патрисија Мартинес     | Еулалија Лала            |
| Рикардо Малгалеф       | Рамон Мончо              |
| Габријела Мељадо       | Барбара Пинзон           |
| Ренато Нотни           | Марија Соледад Марисол   |
| Дијего Амозурита       | Хуан Франсиско           |
| Мигел Анхел Бијађо     | Алфонсо Пончо Армендариз |
| Херардо Мурхија        | Хорхе Луис Солис         |